# Pachnobia schoennherri
Pachnobia schoennherri är en fjärilsart som beskrevs av Achille Guenée 1852. Pachnobia schoennherri ingår i släktet Pachnobia och familjen nattflyn. Inga underarter finns listade i Catalogue of Life.